# Arhopala tana
Arhopala tana är en fjärilsart som beskrevs av Corbet 1941. Arhopala tana ingår i släktet Arhopala och familjen juvelvingar. Inga underarter finns listade i Catalogue of Life.